# Марц (Австрия)
Марц (нем. Marz) — коммуна (нем. Gemeinde) в Австрии, в федеральной земле Бургенланд. 
Входит в состав округа Маттерсбург.  Население составляет 2044 человека (на 2016 года). Занимает площадь 17,4  км². Официальный код  —  10605.

## Политическая ситуация
Бургомистр коммуны — Геральд Хюллер (АНП) по результатам выборов 2007 года.
Совет представителей коммуны (нем. Gemeinderat) состоит из 21 места.